# Deh Rawod (district)
Deh Rahwod is een district in Uruzgan in het zuiden van Afghanistan, en de naam van de plaats Deh Rawod die de hoofdplaats van het district is. Deh Rahwod ligt langs de Helmand. De stammen zijn Pashtun, gedomineerde door Noorzai en Populzai groepen.
Nederland had een militaire basis in Deh Rawod tijdens de stationering van militairen in het kader van de International Security Assistance Force.